# Kakaramanahalli, Ramanagara
Kakaramanahalli là một làng thuộc tehsil Ramanagara, huyện Ramanagara, bang Karnataka, Ấn Độ.